# Stanisław Kłodziński
Stanisław Kłodziński (* 4. Mai 1918 in Krakau; † 1990 ebenda) war ein polnischer Pneumologe, Widerstandskämpfer und Häftlingsarzt im KZ Auschwitz.

## Leben
Kłodziński begann nach dem Ende seiner Schullaufbahn in seiner Heimatstadt ein Studium der Medizin an der Jagiellonen-Universität. Nach der deutschen Besetzung Polens fungierte er ab 1940 als Verbindungsmann zwischen dem Stammlager des KZ Auschwitz sowie dem polnischen Roten Kreuz und erreichte nach Rücksprache mit dem Schutzhaftlagerführer Karl Fritzsch, dass polnische Häftlinge Lebensmittelpakete von ihren Angehörigen erhalten konnten. Zudem legte er u. a. für den polnischen Widerstand illegale Berichte an. Durch seine Aktivitäten geriet er ins Visier der Gestapo, die an ihn gerichtete Briefe des polnischen Widerstands abfing. Er wurde am 18. Juni 1940 von der Gestapo festgenommen und in dem Gefängnis Montelupich inhaftiert, von dem aus er am 12. August 1941 in das Stammlager des KZ Auschwitz überstellt wurde und die Häftlingsnummer 20019 erhielt. Anfangs war er als Häftling für Handwerksarbeiten eingesetzt. Um den Jahreswechsel 1941/42 herum wurde er erkrankt in den Häftlingskrankenbau eingewiesen und wurde dort nach seiner Genesung zunächst als Häftlingspfleger und schließlich Häftlingsarzt eingesetzt, wo er erkrankte Häftlinge behandelte. Als bedeutender Angehöriger der Kampfgruppe Auschwitz hielt er gemeinsam mit Józef Cyrankiewicz über Kassiber kontinuierlichen Kontakt mit dem polnischen Widerstand in Krakau. Nach der kriegsbedingten Evakuierung des KZ Auschwitz im Januar 1945 wurde er in das KZ Mauthausen verlegt.
Nach der Befreiung vom Nationalsozialismus beendete er sein Medizinstudium an der Jagiellonen-Universität und war danach als Lungenfacharzt an der Pulmologischen Klinik der Medizinischen Akademie Krakau beschäftigt, wo er 1963 mit einer Dissertation zur Tuberkulose zum Dr. med. promoviert wurde. Er war Pionier bei der Forschung zur medizinischen Behandlung KZ-Überlebender. Mit seinem Schwager Antoni Kępiński initiierte er 1959 eine psychische Untersuchung von Auschwitzüberlebenden und führte zudem selbst pulmologische Untersuchungen an den Probanden aus.
Er war Mitbegründer und Redakteur der Auschwitzhefte. Über 120 Fachaufsätze und Bücher verfasste er zum Thema Konzentrationslager, insbesondere Auschwitz. Nach seiner Pensionierung beriet er noch Auschwitzüberlebende in medizinischen aber auch sozialen Fragen. Die Beratungsstelle für überlebende Häftlinge befand sich in seiner Krakauer Wohnung. Während des ersten Frankfurter Auschwitzprozesses sagte er im Mai 1964 als Zeuge aus.